# NS Kvinneorganisasjon
Nasjonal Samlings Kvinneorganisasjon (NSK) var Nasjonal Samlings særorganisation for kvinder over 18 år, dannet kort efter NS grundlæggelse i 1933. NSK udsprang oprindelig ud af Maria Quislings bekendtskabskredse, men blev snart en permanent del af NS-organisationen. Under krigen havde Nasjonal Samling en stor kvindeandel. Omkring en ud af tre NS-medlemmer var kvinder. NSK var dermed en af NS’ tre store særorganisationer, sammen med ungdomsforbundet (NSUF) og Hirden. Leder fra 1941 til krigens afslutning var Olga Bjoner.